# 月星光博
月星 光博（つきぼし みつひろ、1952年5月9日 - ）は日本の歯科医師、歯学者、開業医。元国際外傷歯学会会長。歯周病学、外傷歯学、自家歯牙移植等の分野で知られる。

## 経歴
1977年に大阪大学歯学部を卒業、1981年に京都大学大学院を修了後、愛知県にて開業。日本自家歯牙移植・外傷歯学研究会会長などを務め、2009年から2011年までは国際外傷歯学会の会長を務める。
1981年、京都大学より医学博士号を得る。論文の題は「タンニン、フッ化物合剤配合カルボキシレートセメントに関する研究」。

## 著作
- 月星光博、岡賢二『歯周治療の科学と臨床』クインテッセンス出版、1992年6月10日。ISBN 978-4-87417-378-7。
- Thomas G. Wilson Jr.『歯科治療とメインテナンス その基本概念と実際 歯周治療の科学と臨床』監訳 岡賢二、月星光博、クインテッセンス出版、1992年11月10日。ISBN 978-4-87417-390-9。
- J. O. Andreasen『カラーアトラス 歯牙の再植と移植の治療学』監訳 月星光博、クインテッセンス出版、1993年3月10日。ISBN 978-4-87417-401-2。
- J．O．Andreasen, F. M. Andreasen『カラーアトラス 外傷歯治療の基礎と臨床』監訳 月星光博、クインテッセンス出版、1995年5月10日。ISBN 978-4-87417-480-7。
- 月星光博 他 著、中尾勝彦、飯島国好 編『隔月刊「補綴臨床」別冊 実力アップ 接着・合着』医歯薬出版、1995年5月。
- 月星光博 他 著、増原英一 編『先進歯科技術と新臨床 歯科医療新時代へのアプローチ』医歯薬出版、1995年9月。ISBN 978-4-263-45303-2。
- 月星光博『知っててよかった！ 歯のけが　口のけが』クインテッセンス出版、1996年1月10日。ISBN 978-4-87417-496-8。
- 井上孝、下地勲、月星光博、花田晃治、毛利環 編『別冊　歯牙移植の臨床像』クインテッセンス出版、1996年4月10日。ISBN 978-4-87417-505-7。
- 月星光博 編『月刊「デンタルハイジーン」別冊 もっと生かそうX線写真』医歯薬出版、1997年12月。
- 月星光博『外傷歯の診断と治療』クインテッセンス出版、1998年6月10日。ISBN 978-4-87417-589-7。
- 月星光博 編『自家歯牙移植』クインテッセンス出版、1999年6月10日。ISBN 978-4-87417-621-4。
- 月星光博、宮崎正憲 編『別冊 アドバンス 自家歯牙移植 適応症の拡大』クインテッセンス出版〈ザ・クインテッセンス別冊〉、2000年3月10日。ISBN 978-4-87417-643-6。
- 月星, 光博、福西, 一浩、仲田, 憲司 編『カラーアトラス 治癒の歯内療法』クインテッセンス出版、2000年7月10日。ISBN 978-4-87417-652-8。
- Mitsuhiro Tsukiboshi (2000-07-30). Treatment Planning for Traumatized Teeth.. Illinois: Quintessence Publishing Co, Inc.. ISBN 978-0867155112
- Mitsuhiro Tsukiboshi, Jens O. Andreasen, Lyasuhiro Asai, Leif K. Bakland, Thomas G., Jr. Wilson (2001-06) (English). Autotransplantation of Teeth. Illinois: Quintessence Publishing Co, Inc.. ISBN 978-0867153958
- 月星光博、眞田浩一『デジタル口腔内写真―撮る・見る・見せる』クインテッセンス出版、2003年1月10日。ISBN 978-4-87417-753-2。
- 月星光博、月星千恵『M(Minimal）T（Tooth）M(Movement） 一般臨床医のためのMTM』クインテッセンス出版、2003年9月10日。ISBN 978-4-87417-780-8。
- 眞田浩一、月星光博『改訂版　撮る・見る・見せる　デジタル口腔内写真』クインテッセンス出版、2005年7月10日。ISBN 978-4-87417-863-8。
- 監修 山本浩正 編集 月星光博、稲垣幸司、内藤徹 編『別冊　長期メインテナンスに挑もう！ ～15症例から学ぶ、その根拠とコミュニケーションのポイント～』クインテッセンス出版、2008年5月10日。ISBN 978-4-7812-0012-5。
- 月星光博『外傷歯の診断と治療』（増補新版）クインテッセンス出版〈シリーズ MIに基づく歯科臨床vol.01〉、2009年8月10日。ISBN 978-4-7812-0090-3。
- 月星光博、福西一浩 編『治癒の歯内療法』（新版）クインテッセンス出版〈シリーズ MIに基づく歯科臨床vol.02〉、2010年11月10日。ISBN 978-4-7812-0165-8。
- Tsukiboshi Mitsuhiro (2012-05-15). Treatment Planning for Traumatized Teeth (2nd ed.). Quintessence Pub Co. ISBN 978-0867155112
- 月星光博、泉英之 編『コンポジットレジンと審美修復』クインテッセンス出版〈シリーズ MIに基づく歯科臨床vol.03〉、2012年7月。ISBN 978-4-7812-0264-8。 NCID BB09906154。

## 所属団体
- 国際外傷歯学会 元会長[1]
- 日本外傷歯学会 元理事[1]
- 日本再生歯科医学会 理事[3]
- 日本自家歯牙移植・外傷歯学研究会 会長[4]